# Hayat Öpücüğü
Hayat Öpücüğü è un singolo di Murat Boz; si tratta di un singolo estratto dall'album Aşklarım Büyük Benden.
Il 27 maggio 2011 è stato pubblicato il video musicale che vede la partecipazione di Andrea Lehotská.

## Tracce
Download digitale
1. Hayat Öpücüğü  - 4:32